# شهرستان ویلکاکس (جورجیا)
شهرستان ویلکاکس، جورجیا (به انگلیسی: Wilcox County, Georgia) یک سکونتگاه مسکونی در ایالات متحده آمریکا است که در جورجیا واقع شده‌است.